# Tilman Urbach
Tilman Urbach (* 12. Mai 1961 in Düsseldorf) ist ein deutscher Autor und Regisseur.

## Leben
Urbach studierte Germanistik, Theaterwissenschaften und Kunstgeschichte in Göttingen, Köln und München. 1990 gab er den Materialienband über den Schriftsteller Horst Bienek und Gedichte aus dessen Nachlass im Carl Hanser Verlag, München heraus. Seitdem arbeitete er als Literatur-, Musik- und Kunstkritiker für Fernsehen, Radio und verschiedene Printmedien (Bayerischer Rundfunk, Neue Zürcher Zeitung, Jazz thing, Fono Forum, Du-Magazin) und als Filmemacher (BR Fernsehen, 3sat und arte) in München.
Seitdem entstanden Langdokumentationen über Kulturthemen, unter anderem über den Designer Konstantin Grcic (BR/Arte), über Juli Zeh (BR) oder Marieluise Fleißer (BR).
2010 gründete Urbach seine eigene Produktionsfirma Modofilm und realisierte mit Verloren seinen ersten Autorenfilm, der von der Deutschen Film- und Medienbewertung (FBW) das Prädikat wertvoll erhielt und auf den Biberacher Filmfestspielen uraufgeführt wurde.
Der zweite Kurzspielfilm Border-Line feierte 2013 auf den Internationalen Hofer Filmtagen Deutschlandpremiere. Urbachs Dokumentarfilm über den Maler Gotthard Graubner Farb-Raum-Körper wurde ein Jahr später auf den 48. Hofer Filmtagen gezeigt und kam im September 2015 in die deutschen Kinos.
2017 folgte mit dem Dokumentarfilm Josef Urbach – Lost Art eine autobiografische Spurensuche nach Bildern seines Großonkels, des rheinischen Expressionisten Josef Urbach, die unter dem Nationalsozialismus aus jüdischen Sammlungen geraubt wurden und bis heute verschollen sind. Der Film feierte auf den 51. Internationalen Hofer Filmtagen seine Deutschlandpremiere.
Urbachs Dokumentarfilm Tastenarbeiter – Alexander von Schlippenbach über den Free-Jazz-Pianisten feierte im November 2023 im Rahmen der 60. Edition des Berliner Jazzfest seine Uraufführung und kam danach in die deutschen Kinos.
Urbachs Vater war der Maler und Grafiker Walter Urbach, über den er den Dokumentarfilm Mohnmaler drehte.

## Werke

### Bücher
- als Herausgeber: Horst Bienek – Aufsätze, Materialien, Bibliographie. Carl Hanser Verlag, 1990.
- Horst Bienek – Wer antwortet wem. Gedichte. Mit einem Nachwort von Tilman Urbach. Carl Hanser Verlag, 1991.

### Fernsehfilme (Auswahl)
- Wie die Kunst zum Porzellan kam – Weißes Gold aus Bayern. Fernsehdokumentation, 45 Min., BR, 2019[10]
- Trauer 4.0 – Wie wir enden wollen. Fernsehdokumentation, 45 Min., BR (2018)[11]
- Josef H. Reichholf – Der Vogelflüsterer. Fernsehdokumentation, 45 Min., BR, 2018
- Slampoetry – Helden der Dichtung. Fernsehdokumentation, 45 Min., BR, 2015
- Franziska zu Reventlow – Sex & Revolte. Fernsehdokumentation, 45 Min., BR, 2012
- Mit Wolken malen – Der Naturkünstler Nils-Udo. Fernsehdokumentation, 26 Min., Arte, 2012
- Marieluise Fleißer – Provinz und Provokation. Fernsehdokumentation, 45 Min., BR, 2011
- Made in Munich – Der Designer Konstantin Grcic. Fernsehdokumentation, 45 Min., Arte/BR, 2010
- Ein Tag im Leben von Juli Zeh. Fernsehdokumentation, 45 Min., BR, 2009
- Homers wahre Heimat – Mit Raoul Schrott auf der Suche nach Troja. Fernsehdokumentation, 45 Min., BR, 2008
- Michael Ende, der Vater der unendlichen Geschichte. Fernsehdokumentation, 45 Min., BR, 2004/2005
- Visionen von Farbe und Licht – Der Maler William Turner. Fernsehdokumentation, 45 Min., BR/3sat, 2003
- Im Rausch der Farbe – Der Maler Eugène Delacroix. Fernsehdokumentation, 45 Min., BR/3sat, 2002

### Modofilm  (Auswahl)
- Josef Urbach – Lost Art. Dokumentarfilm, 93 Min., Modofilm, 2017, Premiere: 51. Internationale Hofer Filmtage
- Walter Urbach – Mohnmaler. Dokumentarfilm, 93 Minuten, Modofilm, 2015
- Gotthard Graubner – Farb – Raum – Körper. Dokumentarfilm, 90 Min., Modofilm, 2014, Premiere: 48. Internationale Hofer Filmtage
- Border-Line, Kurzspielfilm, 6:25 Min., Modofilm, 2013, Premiere: 47. Internationale Hofer Filmtage
- Josef Zenzmaier – den Menschen im Innersten begreifen. Dokumentation, 59 Min., Modofilm, 2013, in Zusammenarbeit mit Maria Anna Weidler
- Horst Bienek – Flucht vergeblich. Dokumentation, 29 Min., Modofilm, 2011
- Verloren. Kurzspielfilm, 16 Min., Modofilm, 2010, Premiere: Biberacher Filmfestspiele
- Rupprecht Geiger – Maler. Im Atelier. Dokumentation, 45 Min, Modofilm, 2005–2007, DVD: Hirmer Verlag
- Tastenarbeiter – Alexander von Schlippenbach. Dokumentarfilm, 106 Min., Modofilm in Zusammenarbeit mit isar film Produktion, 2023, Premiere: 60. Edition Berliner Jazzfest

## Belege
1. ↑  Bayerischer Rundfunk: Made in Munich: Der Designer Konstantin Grcic. 1. April 2019 (br.de [abgerufen am 16. Juli 2019]).
2. ↑  programm ARD de-ARD Play-Out-Center Potsdam, Potsdam Germany: Ein Tag im Leben von Juli Zeh. Abgerufen am 16. Juli 2019.
3. ↑  Festivalfilme. In: HOME OF FILMS. Abgerufen am 16. Juli 2019 (deutsch).
4. ↑  Festivalfilme. In: HOME OF FILMS. Abgerufen am 16. Juli 2019 (deutsch).
5. ↑  über den Film – Gotthard Graubner – Farb-Raum-Körper. Abgerufen am 16. Juli 2019 (deutsch).
6. ↑  Trailer. In: Josef Urbach - Lost Art. Abgerufen am 16. Juli 2019 (deutsch).
7. ↑  Festivalfilme. In: HOME OF FILMS. Abgerufen am 16. Juli 2019 (deutsch).
8. ↑  https://www.berlinerfestspiele.de/jazzfest-berlin/programm/2023/kalender/tastenarbeiter-alexander-von-schlippenbach
9. ↑  RP ONLINE: Neuss: Als Sohn eines Malers den Filmblick für die Kunst entwickelt. Abgerufen am 16. Juli 2019.
10. ↑  ARD: Wie die Kunst zum Porzellan kam – Bayerns weißes Gold, https://programm.ard.de/TV/tagesschau24/wie-die-kunst-zum-porzellan-kam---bayerns-weisses-gold/eid_287211806025966, abgerufen: 2. Februar 2021
11. ↑  ARD: Trauer 4.0 – Wie wir heute enden wollen, https://programm.ard.de/TV/brfernsehen/trauer-4-0/eid_28107951689790, abgerufen: 2. Februar 2021, https://www.domradio.de/audio/trauer-40-wie-wir-heute-enden-wollen-ein-interview-mit-tilman-urbach-autor-und-regisseur, abgerufen: 2. Februar 2021

| Personendaten    | Personendaten                 |
| ---------------- | ----------------------------- |
| NAME             | Urbach, Tilman                |
| KURZBESCHREIBUNG | deutscher Autor und Regisseur |
| GEBURTSDATUM     | 12. Mai 1961                  |
| GEBURTSORT       | Düsseldorf                    |